# Virgilio González

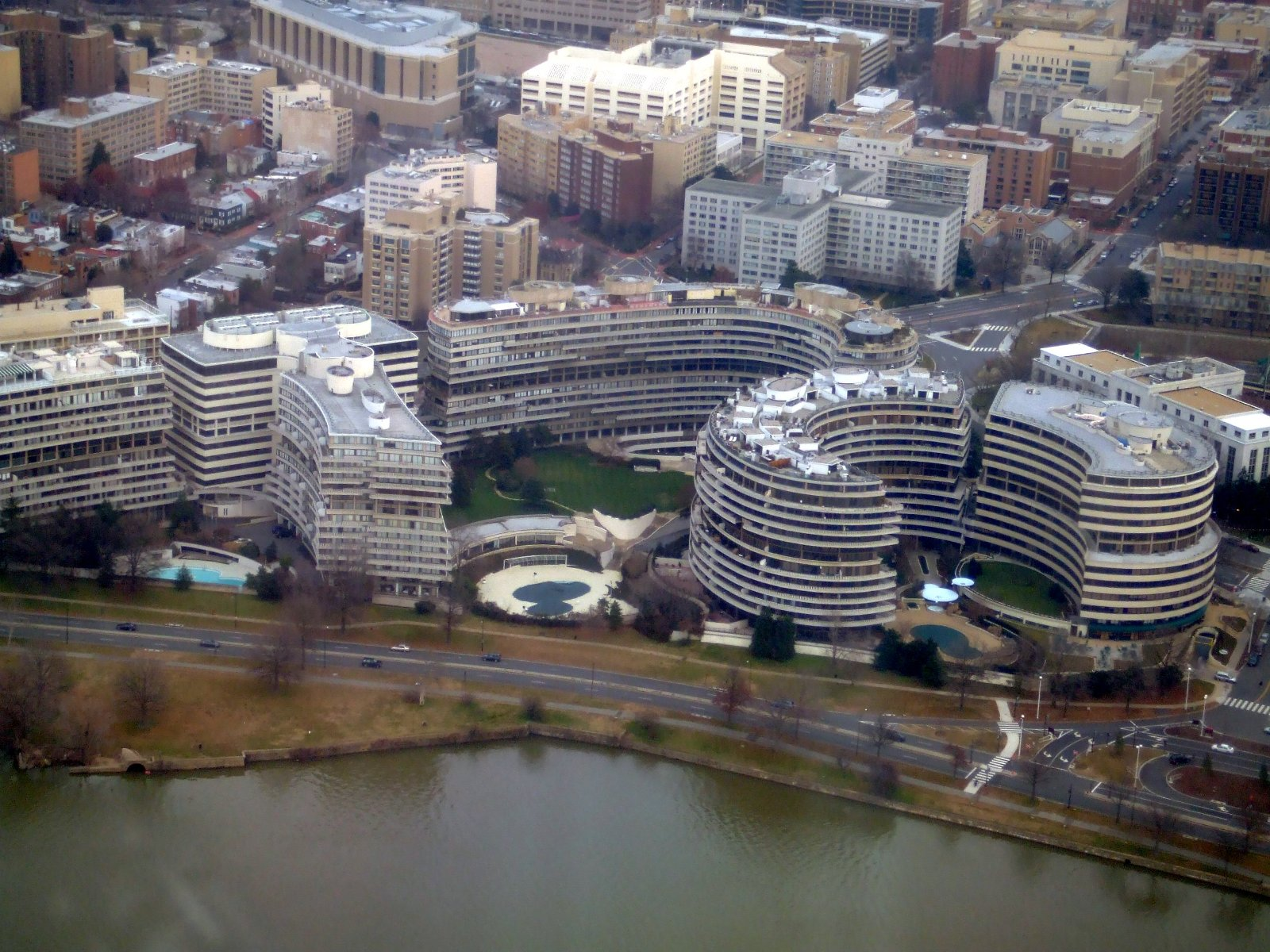
Una foto del complejo de Watergate, lugar donde se realizó el Escándalo Watergate.

Virgilio González era un agente contratado por la CIA arrestado en el inmueble del hotel Watergate, en la sede del Partido Demócrata, el 17 de junio de 1972 por portar material de escucha. Por consecuencia, fue relacionado con el Escándalo Watergate. También se sabe que ha participado en otras operaciones como la Operación 40 o la Invasión de Bahía de Cochinos.
- Datos: Q2527731